# Мюррей, Джеймс, 2-й герцог Атолл
Джеймс Мюррей, 2-й герцог Атолл (28 сентября 1690 — 8 января 1764) — шотландский аристократ, пэр и политик. Он именовался маркизом Таллибардином (1715—1746 год). Занимал должности хранителя Тайной печати Шотландии (1733—1763) и хранителя Великой печати Шотландии (1763—1764).

## Биография
Родился 28 сентября 1690 года в Эдинбурге. Третий сын Джона Мюррея, 1-го герцога Атолла (1660—1724), и леди Кэтрин Гамильтон (1662—1707).
В 1712 году он был произведен в капитаны гренадерской роты 1-го гвардейского пехотного полка. В 1715 году, когда его старший брат Уильям Мюррей, маркиз Таллибардин, был казнен за участие в восстании якобитов, парламент принял закон, наделяющий его семейными титулами и поместьями в качестве следующего наследника. После окончания восстания он, по-видимому, отправился в Эдинбург, чтобы представить в самом выгодном свете правительству услуги своего отца, чтобы добыть для него денежную сумму в качестве компенсации.
На выборах 1715 года он был избран депутатом парламента от Пертшира и переизбран в 1722 году. Он унаследовал титул пэра после смерти своего отца в 1724 году.
В июне 1724 года Джеймс Мюррей стал хранителей тайной печати Шотландии, сменив на этом посту лорда Илэя, а 21 сентября был избран пэром-представителем в Палату лордов. Он был переизбран в 1734 году и в том же году награжден орденом Чертополоха. Будучи внуком по материнской линии Джеймса Стэнли, 7-го графа Дерби, герцог Атолл унаследовал суверенитет над островом Мэн и древнее баронство Стрейндж, Нокин, Уоттон, Мохун, Бернел, Бассет и Лейси после смерти Джеймса, 10-го графа Дерби, в 1736 году.
С 1737 года до всеобщих выборов 1741 года он заседал в парламенте как английский барон и как шотландский пэр-представитель. При приближении горской армии после восстания якобитов в 1745 году Атолл бежал на юг, и его старший брат, маркиз Таллибардин, завладел замком Блэр. Атолл, однако, присоединился к армии герцога Камберленда в Англии и, прибыв с ним в Эдинбург 30 января 1746 года, направился на север. 9 февраля он послал призыв своим вассалам посетить Данкелд и Киркмайкл, чтобы присоединиться к королевским войскам. 6 апреля 1763 года герцог Атолл подал в отставку с должности хранителя тайной печати, будучи назначен хранителем великой печати Шотландии после Чарльза Дугласа (1698—1778), герцога Куинсберри и Дувра. В то же время он был назначен лордом-председателем сессионного суда.
Он якобы был первым, кто посадил европейскую лиственницу в Великобритании; одна из группы из пяти лиственниц, посаженных возле собора Данкелда в 1738 году, до сих пор жива .
Он умер в Данкелде 8 января 1764 года на семьдесят четвертом году жизни и был похоронен в Инвереске.
Баронство Стрейдж унаследовал его дочь, леди Шарлотта Мюррей, а шотландские титулы — племянник Джон Мюррей (1729—1774, старший сын Джорджа Мюррея, генерала во время восстания якобитов в 1745 году, к которому второй герцог не присоединился.

## Семья
28 апреля 1726 года маркиз Таллибардин женился первым браком на Джейн (ок. 1693 — 13 июня 1748), дочери Томаса Фредерика (1650—1720) и Леонор Мареско (? — 1730). У них было четверо детей:
- Джон Мюррей, маркиз Таллибардин  (13 сентября 1728 — 23 апреля 1729), умер в младенчестве.
- Леди Джейн Мюррей  (ок. 1730 — 10 октября 1747), муж с 1747 года генерал-лейтенант Джон Линдси, 20-й граф Кроуфорд (1702—1749)
- Леди Шарлотта Мюррей  (13 октября 1731 — 13 октября 1805), муж с 1753 года её двоюродный брат Джон Мюррей (1729—1774), будущий 3-й герцог Атолл.
- Джеймс Мюррей, маркиз Таллибардин  (20 марта 1735 — 12 февраля 1736), умер в младенчестве.

После смерти первой жены в 1748 году он женился на второй Джин Драммонд (? — 22 февраля 1795), дочери Джона Драммонда, 10-го из Ленноха, 7 мая 1749 года в Эдинбурге. Детей от этого брака не было. В сентябре 1767 года его вдова вторично вышла замуж за генерала лорда Адама Гордона (1726—1801), сына Александра Гордона, 2-го герцога Гордона, и леди Генриетты Мордаунт.

## Титулатура
- 2-й герцог Атолл (с 14 ноября 1724)
- 3-й маркиз Атолл (с 14 ноября 1724)
- 2-й маркиз Таллибардин, Пертшир (с 14 ноября 1724)
- 5-й граф Таллибардин (с 14 ноября 1724)
- 4-й граф Атолл (с 14 ноября 1724)
- 2-й граф Страттей и Стратхардл, Пертшир (с 14 ноября 1724)
- 3-й виконт Балкухиддер (с 14 ноября 1724)
- 2-й виконт Балкухиддер, Глеалмонд и Гленлайон, Пертшир (с 14 ноября 1724)
- 7-й лорд Мюррей из Таллибардина (с 14 ноября 1724)
- 5-й лорд Мюррей, Гаск и Балкухиддер (с 14 ноября 1724)
- 2-й лорд Мюррей, Балвени и Гаск (с 14 ноября 1724)
- 7-й барон Стрейндж (с 1 февраля 1736)